# Institut Diderot (Paris)
Pour les articles homonymes, voir Institut Diderot.
L’Institut Diderot est un laboratoire d'idées français créé en 2009 par Covéa, société de groupe d’assurance mutuelle qui réunit notamment MAAF, MMA et GMF. C'est un fonds de dotation lancé à l'initiative de Jean-Claude Seys et du philosophe Dominique Lecourt.
Le 1er janvier 2021, le philosophe André Comte-Sponville succède à Dominique Lecourt en tant que Directeur général. En 2023, Hélène Béjui-Hugues prend la présidence succédant ainsi à Jean-Claude Seys.
La double ambition de cet Institut est de favoriser une approche multidisciplinaire et une vision prospective sur les grands thèmes qui préoccupent les sociétés contemporaines.

## Forme juridique
L'Institut Diderot a pour forme juridique le fonds de dotation.

## Objectifs
L'Institut s'articule autour de trois objectifs essentiels :
- Favoriser la réflexion, l’analyse et le débat autour des grands enjeux contemporains et futurs ;
- Encourager la réflexion critique et le dialogue, à travers l’organisation de conférences et la diffusion de ses publications ;
- Rendre ses travaux accessibles au plus grand nombre, afin de partager les savoirs et nourrir la réflexion collective.

L'Institut contribue au débat public par ses conférences et ses publications qui sont disponibles accès sur son site et sur les réseaux sociaux.

## Activités
Tout au long de l’année, l’Institut Diderot propose des rendez-vous réguliers pour ouvrir la réflexion sur les grands enjeux de société.
Les conférences, accessibles à tous, font dialoguer experts, chercheurs autour de sujets clés : géopolitique, démocratie, climat, révolution numérique, santé… Elles permettent de prendre du recul, de comprendre les mutations en cours et d’enrichir le débat public.
Les carnets de l’Institut Diderot sont issus des conférences et reprennent les présentations ainsi que les échanges qui s’y déroulent, avant d’être diffusés auprès d’un public ciblé de décideurs.
Les podcasts permettent à tous d’écouter les conférences et le débat qui s’en suit.
Les conférences comme les carnets s’inscrivent dans le cadre du thème annuel défini par le Conseil d’orientation.

### Devise
« Laboratoire d'idées pour un avenir éclairé »

## Instances de direction
- L'Institut est présidé par Hélène Béjui-Hugues qui assure sa représentation dans tous les actes de la vie du fonds de dotation. Elle préside également le conseil d’administration.
- André Comte-Sponville en est le directeur général. Il préside le conseil d’orientation et est chargé de l’animation de l’Institut.
- Emmanuelle Vionnet, secrétaire général, veille à la mise en œuvre des projets et à la coordination des diverses activités de l’Institut.
- Lola Bourget, directrice de la communication.

## Conseil d'orientation
- Nicolas Arpagian | Vice-président du cabinet HeadMind Partners, il est également chroniqueur au quotidien Les Échos et enseignant à l’École Nationale Supérieure de la Police (ENSP), à l’École de Guerre Économique (EGE), ainsi qu’à Sciences Po Saint-Germain. Depuis 2007, il est rédacteur en chef de la revue Prospective stratégique. Référence en sécurité numérique en France, il intervient régulièrement dans les médias (TV, radio, presse) pour partager son expertise.
- Ali Benmakhlouf | Philosophe spécialiste de la logique, de la pensée arabe classique et de l’éthique médicale. Il est professeur émérite à l’université Paris-Est-Créteil et enseigne à l’université Mohammed-VI Polytechnique au Maroc. Il a également été vice-président du Comité consultatif national d’éthique. Il est l’auteur de nombreux ouvrages dont « L’humanité des autres ».
- Hugo Bottemanne | Chef de clinique universitaire en psychiatrie à l’Hôpital de la Pitié-Salpêtrière et chercheur à l’Institut du Cerveau, il se spécialise dans la prise en charge des dépressions résistantes, atypiques et périnatales. Il est co-auteur des ouvrages « Dans le Cerveau des Mamans » et « La dépression au féminin », avec Dr. Lucie Joly.
- Rony Brauman | Médecin français spécialisé en pathologie tropicale. Il est surtout connu pour avoir dirigé Médecins sans frontières (MSF) de 1982 à 1994. C’est une figure importante de l’action humanitaire. Il a écrit plusieurs ouvrages dont « Guerres humanitaires ? Mensonges et intox ».
- Claudine Cohen | Paléontologue, philosophe et historienne des sciences française. Elle est spécialiste de l’histoire de la paléontologie et des représentations de la Préhistoire. Professeure des universités, elle dirige le programme Biologie et Société à l’EHESS. Ses recherches portent sur l’histoire des sciences de la vie et de la Terre, de la Renaissance à l’époque contemporaine.
- Boris Cyrulnik | Neuropsychiatre français, il est reconnu pour ses travaux sur la résilience. Médecin, écrivain et professeur des universités, il est également psychiatre, neurologue, éthologue et psychologue. Depuis 2015, il préside le Fonds de dotation Boris Cyrulnik.
- Franck Debié | Directeur général de la Bibliothèque et des services documentaires du Parlement européen, il est responsable de la cellule de prospective ‘EP2025’ au sein du cabinet du Secrétaire général du Parlement européen. Géopolitique français, il dirige le Centre de géostratégie de l’École normale supérieure et enseigne à HEC la gestion des risques internationaux et les questions européennes. Il est également auteur d’ouvrages sur le Proche-Orient et les Balkans.
- Dominique Deprins | Docteure en économétrie, est professeure de probabilités et de statistique aux Facultés Universitaires Saint-Louis (Bruxelles) et à l’Université Catholique de Louvain (UCL). Elle contribue à la refonte du Comité Européen Droit Éthique et Psychiatrie (CEDEP). Ses recherches portent sur l’impact du numérique et des données massives (Big Data).
- Massaër Diallo | Philosophe et politologue sénégalais, il a été professeur des universités, recteur de l’université des Mutants, administrateur principal à l’OCDE, et chef d’unité au Club du Sahel et de l’Afrique de l’Ouest. Il coordonne le Réseau ouest-africain pour la sécurité et la gouvernance démographique (Wansed), est cofondateur de l’Alliance régionale pour la gouvernance et la prévention des conflits en Afrique de l’Ouest, membre du GERAS de l’IRSEM, et dirige l’Institut d’Études Politiques et Stratégiques (IEPS).
- Matthieu Gounelle | Professeur au Muséum National d’Histoire Naturelle de Paris et responsable de la collection de météorites au Laboratoire de Minéralogie et Cosmochimie. Il a publié près de cent articles scientifiques, est membre junior de l’Institut Universitaire de France, fait partie du Solar System Exploration Working Group de l’ESA, et a reçu en 2006 le Nier Prize de la Meteoritical Society.
- Claudie Haigneré | Scientifique, spationaute et femme politique française. Médecin spécialisée en rhumatologie et en médecine aéronautique et spatiale, elle détient également un doctorat en sciences. Elle a été la première femme française et européenne à aller dans l’espace. Elle a présidé Universcience de 2010 à 2015, puis a été conseillère auprès du directeur général de l’Agence spatiale européenne jusqu’en 2020.
- Étienne Klein | Physicien, philosophe des sciences. Il dirige le Laboratoire de recherche sur les sciences de la matière au CEA et est également producteur de radio à France Culture. Spécialiste de la vulgarisation scientifique, il s’intéresse particulièrement à la physique quantique et à la physique des particules. Il a contribué à des projets majeurs comme la séparation isotopique par laser, les cavités supraconductrices et la conception du LHC au CERN.
- Jean-François Pradeau | Historien français de la philosophie, ancien élève de l’École normale supérieure de Fontenay-Saint-Cloud, agrégé et docteur en philosophie, spécialiste de philosophie antique, notamment de Platon et de Plotin. Il a publié plusieurs dizaines de traductions et d’ouvrages critiques. Ancien maître de conférences à Nanterre, il enseigne à l’Université Jean Moulin Lyon 3 en tant que professeur des universités. Il a créé la Revue des études platoniciennes et en est le directeur de publication.
- Louis Schweitzer | Haut fonctionnaire et homme d’affaires français, particulièrement connu pour sa présidence du groupe automobile Renault de 1992 à 2005. Il a joué un rôle prépondérant par sa vision dans le développement de Renault et du groupe Renault. Il a présidé la Haute Autorité de Lutte contre les Discriminations et pour l’Égalité (HALDE) de 2005 à 2010, ainsi qu’Initiative France, un réseau d’associations proposant des prêts d’honneur et un accompagnement aux créateurs d’entreprise. Il a reçu le Trophée Autobest « Hall of fame » en 2022 pour sa contribution majeure au secteur automobile.

## Conseil d'administration
Il est composé du Président, Hélène Béjui-Hugues, et de membres fondateurs :
- Covéa, représenté par Michel Gougnard,
- GMF Assurances, représentée par France-Marie Renucci,
- MMA IARD Assurances Mutuelles, représentée par Christophe Guettier,
- MAAF Assurances, représentée par Luce Berille.